# 3255 Tholen
A 3255 Tholen (ideiglenes jelöléssel 1980 RA) egy marsközeli kisbolygó. Edward L. G. Bowell fedezte fel 1980. szeptember 2-án.